# Битва під Монастирищем
Бій під Монастирищем (21–22 березня 1653 року) одна із битв українського козацько–селянського війська під час повстання Хмельницького під містечком Монастирище Брацлавського полку Гетьманщини. Козацькому загону під проводом полковника Івана Богуна вдалося зупинити наступ польсько–шляхетського війська на чолі із полководцем Стефаном Чарнецьким, який здійснював новий каральний похід на Гетьманщину. Як результат, запорозькі козаки здобути надважливу перемогу над польсько–шляхетським військом, знищивши близько 6,000 тисяч військ Речі Посполитої під час битви.

## Передумови
На момент битви під Монастирищем навесні 1653 року у підпорядкуванні  Івана Богуна було біля 2,5 тисяч козаків. Враховуючи весняне бездоріжжя, розливи рік та струмків, рівно як і значну відстань між сотнями, а також хвороби та інші поважні причини, козаки Кальницького полку не мали фізичної можливості вчасно прибути на збірні пункти. За таких критичних умов Іван Богун зміг зібрати лише козаків найближчих сотень. Польський магнат Стефан Чарнецький не дарма вважався одним із найкращих полководців Речі Посполитої. Будучи  не аби яким стратегом, він заздалегідь передбачив дані обставини. Тож керований ним корпус, практично без перешкод просувався «Чорним шляхом» по території Кальницького полку в березні 1653 року. 
Шляхетські панцирні хоругви Речі Посполитої нараховували більше 15 000 шляхти, жовнірів та німецьких ландцкнехтів, цебто добре вишколеного найманого професійного війська, а також більше 10 000 обозних слуг та добре озброєної челяді. Цей 25 000 польський каральний корпус, використовуючи тактику пересувних кінних загонів, рухався «Чорним шляхом» надзвичайно швидким маршем із Північно-Східної Волині.  З метою навести жах на козаків, Чарнецький дав наказ «огнем і мечем» плюндрувати територію. Чоловіків та жінок, дітей та старих жорстоко катували, вішали та садили на палі. Майно грабували, оселі випалювали… Летючі польські загони нищили дрібні козацькі застави та укріплені містечка. Так були до тла випалені невеликі козацькі фортеці Самгородок, Погребище, Прилука, Липовець та багато інших козацьких сіл та хуторів.  Полковник Іван Богун дізнався про навальне просування ворога своєю територією вже тоді, коли поляки були практично «на порозі» полкового міста Кальника. 
На збори не було часу, адже ранньою весною майже всі козаки були по домівках.  Заскочений зненацька полковник Іван Богун, розіслав гінців до найближчих від Кальника сотень, аби їх силами перекрити  просування польських підрозділів «Чорним шляхом»  до Умані.  По тривозі було зібрано лише три сотні козаків Кальницького полку: Кальницька, Балабанівська і Терлицька сотні та Цибулівська сотня Уманського полку, тобто разом близько 400 козаків. Маючи такий малочислений загін, полковник Іван Богун, будучи одним із найкращих стратегів Запорозького Війська, прийняв єдине правильне рішення – заблокувати «Чорний шлях» у напрямку Умані.

## Хід подій
Запеклі бої під Монастирищем між польськими карателями та козаками розпочались 20 березня і тривали без зупинку дві доби.
Із середини  фортецю захищала Цибулівська сотня Уманського полку сотника Кгрозденка та частина кінноти Івана Богуна. Після дводенного штурму, як пише Самійло Величко, поляки підпалили в кількох місцях частокіл, підпалили також і замок. В ночі під прикриттям диму, що густо застеляв фортецю та околиці, Іван Богун вивів близько сотні кінноти з Аврамівського укріплення. Цей невеликий козацький підрозділ одягнув на себе кожухи, вивернуті по-татарськи вовною наверх і зайшов до поляків у тил, використавши «Галайову греблю», котра через глибокий яр сполучала село із фортецею. Козаки спільно з Богуном в найдраматичніший момент битви вдарили полякам у тил. Ось як пишуть про це учасники тієї битви – польські шляхтичі В. Каховський та Твардовський: «Військо вдерлось в міські пригороди, уже захопили фортечний вал, уже сотник Кгрозденко був убитий, уже повидирали кілля (частокіл валу). Всі сподівались, що місто ось-ось буде захоплено…». Шляхтич Твардовський також пригадав, що після несподіваної появи Івана Богуна в тилу польського обозу, польське військо охопив жах. Козаки у вивернутих навиворіт кожухах з татарськими хижими криками та завиванням, навально вдарили розпашілим від бою польським хоругвам у спину: «Наші, як ошпарені, кинули свої обози і вантажі, поранених і хворих. Тікали так, що за ніч сім миль пробігли…».  Літописець часів визвольної війни писав, що «військо польське насмерть перелякане, не тільки штурм свій облишило, але як ошпарене вози свої з усіма достатками і багатою здобиччю, а також із людьми хворими і пораненими покинувши, від Монастирища назад до Ковеля побігло, і велику шкоду, і сором свій побачило і пізнало...».
Шлях втечі коронного війська проходив дорогою повз козацьку слободу Летичівку та густий дубовий ліс. Впродовж шести верст (близько 7 км) вся дорога в сторону сотенного містечка Цибулів, якою «до лясу» дременули поляки, рясно була вкрита, посіченими на пень, тілами німецьких найманців та польських гонорових карателів. 
Самійло Величко сповіщає, що поляки панічно тікали в сторону містечка Цибулів і називає втрати поляків понад 6 тисяч убитими, та обоз, який вони кинули під Монастирищами.  Польські хоругви, хоча і панікуючи зазнали переляку, проте не втратили повну керованість. З боями відступаючи вони зробили так-званий маневр «відворот». Тікаючи в сторону козацької слободи Цибулів, повернули лісовою дорогою по відгалуженню «Соколівського шляху», що тепер проходе через село Антоніна до переправи і бродів через Гірський Тікич в районі села Княжа Криниця, аби мати змогу і надалі грабувати ще не випалені козацькі села та хутори, здобуваючи провіант для жовнірів та фураж для коней. Недобитки польського карального корпусу знову вийшли на «Чорний шлях» та спішним маршем вирушили на Волинь, у межі Речі Посполитої.
В той же час з Умані на допомогу Івану Богуну із кількома полками спішив сам Гетьман Богдан Хмельницький, проте запізнився. Довідавшись про блискучу перемогу козаків під орудою Івана Богуна – «Був дуже задоволений і реготав з польської шляхти».